# Farpoint (videogioco)
Farpoint è un videogioco sparatutto in prima persona in realtà virtuale sviluppato da Impulse Gear e pubblicato nel 2017 da Sony Interactive Entertainment in esclusiva per PlayStation 4 con il PlayStation VR.

## Modalità di gioco
Sparatutto in prima persona ambientato in un pianeta alieno, il gioco è compatibile con il controller PlayStation VR Aim. Il titolo presenta una modalità cooperativa online per due giocatori.

## Sviluppo
Il gioco è stato annunciato durante l'E3 2016. Il 27 giugno è stato distribuito il primo contenuto scaricabile, Farpoint: the Cryo Pack. Il 5 dicembre è stato reso disponibile gratuitamente il Versus Expansion Pack che introduce nuove modalità multigiocatore.